# 2006-os olasz labdarúgóbotrány
A 2006-os olasz labdarúgó-botrány (Calciopoli) májusban robbant ki érintve mind az első mind a másodosztályt. Az olasz rendőrség olyan telefonbeszélgetéseket nyomozott le, amely csapatmenedzserek valamint a játékvezetői szervezet között zajlott le, és tárgya a mérkőzések megvesztegetése volt. A botrány leginkább érintett tagja a Juventus volt. Mellette a Milan, Fiorentina, Lazio és a Reggina bukott le.

## Eredet
A nápolyi ügyészek telefonbeszélgetések másolatait hallgatták le, melyek szerint Luciano Moggi, a Juventus akkori vezérigazgatója a GEA World menedzserirodájával folytatott megbeszéléseket a bírói kiküldöttségekről. Az irodának, melynek alapítója volt maga Moggi, egyik alkalmazottja volt fia, Alessandro, illetve a válogatott szövetségi kapitányának Marcello Lippinek a fia Davide.
A történtek után a Juventus teljes vezetősége lemondott, szintúgy Franco Carraro a FIGC elnöke.

## Büntetések
Idő hiányában - mivel hamarosan kezdődött az új idény - gyorsan kellett döntenie a szövetségnek. Az UEFA 2006. július 25-éig várta a döntést, legfőképpen arról, hogy mely csapatok szerepeljenek a BL-ben illetve UEFA-kupában. A bizonyítékokat így alaposan nem tudták kivizsgálni. Július 4-én a szövetség egyik ügyésze Stefano Palazzi javasolta, hogy a Juventust a Serie C1-be, azaz a harmadosztályba sorolják vissza, míg a Fiorentinát és a Laziót a Serie B-be. Ezek mellett pontlevonással is kívánta sújtani a csapatokat: a Milannak 3, a Juventusnak 6 míg a Fiorentinának és a Laziónak egyaránt 15 pontos hátrányból kellett volna kezdenie az évet. A legsúlyosabb érintés pedig az volt, hogy mind a 2005-ös, mind a 2006-os bajnoki címet elvették a torinói klubtól. Később ezeket az ítéleteket enyhítették.
Ennek értelmében a Juventustól elvették a két bajnoki címüket (a 2006-ost odaítélték az Internek), lesorolták őket a másodosztályba, ahol végül 9 pontos hátrányból kellett nekivágniuk az új idénynek, kizárták őket a BL következő idényéből valamint 3 zárt kapus hazai mérkőzést kellett játszaniuk.
A Milan enyhébb büntetést kapott. 30 pontot levontak a csapattól a bajnokságban, így indulhattak a bajnokok ligájában (egyből a csoportkörbe kerültek), az új idényt 8 pontos hátrányból kellett kezdeniük és 1 zárt kapus mérkőzést kellett játszaniuk.
A Laziótól elvették az UEFA-kupa indulást, a következő idényt 3 pontos hátrányból kezdhették meg, valamint 2 zárt kapus mérkőzést kellett játszaniuk.
A Fiorentina kicsit szigorúbb büntetést kapott. Eltiltották a csapatot a BL indulástól, 15 pontos hátrányból indulhattak a következő szezonban, ahol 2 zárt kapus mérkőzést kellett lejátszaniuk.
A Regginát is bűnösnek találván az ügyészség augusztus 13-án ítéletként a másodosztályba való visszasorolást, majd ott 15 pontos hátrányt szabtak ki a csapatra. 17-én enyhítették a büntetést, így az élvonalban maradhatott a klub, ám a ponthátrányt meghagyták. Ezen felül a klubot megbírságolták 68 000 fontra és az akkori klubelnököt Pasquale Lillo Fotit 20 000 fontra valamint 2 és fél évre eltiltották a labdarúgástól.

### Összefoglaló táblázat
| Csapat     | Lesorolás               | Lesorolás              | Lesorolás              | Pontlevonások (2006-07 szezon) | Pontlevonások (2006-07 szezon) | Pontlevonások (2006-07 szezon) | Egyéb büntetések                                                             | Egyéb büntetések |
| Csapat     | Eredeti büntetés        | Fellebbezés után       | Végső ítélet           | Eredeti büntetés               | Fellebbezés után               | Végső ítélet                   | Eredeti büntetés                                                             | Végső ítélet |
| ---------- | ----------------------- | ---------------------- | ---------------------- | ------------------------------ | ------------------------------ | ------------------------------ | ---------------------------------------------------------------------------- | --- |
| Milan      | Semmi                   | Semmi                  | Semmi                  | 15 pont levonás                | 8 pont levonás                 | 8 pont levonás                 | • 44 pont levonás a 2005/06-os szezonban • Kitiltás a 2006-07-es BL-ből      | • 30 pont levonás a 2005/06-os szezonban • 1 zárt kapus mérkőzés                                                     |
| Fiorentina | Lesorolás a Serie B-be  | Semmi                  | Semmi                  | 12 pont levonás (Serie B)      | 19 pont levonás (Serie A)      | 15 pont levonás (Serie A)      | • Kitiltás a 2006-07-es BL-ből                                               | • Kitiltás a 2006-07-es BL-ből • 2 zárt kapus mérkőzés                                                               |
| Juventus   | Lesorolás a Serie C1-be | Lesorolás a Serie B-be | Lesorolás a Serie B-be | 30 pont levonás                | 17 pont levonás                | 9 pont levonás                 | • Elveszik a 2005-ös és 2006-os bajnoki címet • Kitiltás a 2006-07-es BL-ből | • Elveszik a 2005-ös és 2006-os bajnoki címet • Kitiltás a 2006-07-es BL-ből • 3 zárt kapus mérkőzés                 |
| Lazio      | Lesorolás a Serie B-be  | Semmi                  | Semmi                  | 7 pont levonás (Serie B)       | 11 pont levonás (Serie A)      | 3 pont levonás (Serie A)       | • Kitiltás a 2006-07-es UEFA-kupából                                         | • Kitiltás a 2006-07-es UEFA-kupából • 2 zárt kapus mérkőzés                                                         |
| Reggina    | Nem volt vád alatt      | Semmi                  | Semmi                  | 15 pont levonás                | Nem volt fellebbezés           | 11 pont levonás                | Nem volt vád alatt                                                           | • 68 ezer font bírság • A klubelnök Pasquale Foti számára 20 ezer font bírság, valamint 2,5 év eltiltás a futballtól |